# 硯寿堂
硯寿堂（けんじゅどう、生没年不詳）とは、江戸時代の浮世絵師。

## 来歴
師系・経歴不詳。インディアナポリス美術館所蔵の肉筆画「桜下美人図」（絹本着色）に「硯壽堂画」の落款と朱筆の花押があることから、この絵の作者とされている。「桜下美人図」は桜の下に居る花魁を描いたもので、寛政の頃の画風とされる。なお明石藩の武士で「硯寿堂」と号した津田景彦（つだかげひこ）という人物がおり、『国書解題』などによれば天保6年（1835年）刊行の『山崎物語』のほか、いくつかの著作を残しているのが知られるが、『江戸絵画への熱いまなざし』はこの津田景彦が「桜下美人図」の作者と同一人物ではないかと述べている。